# La casa del buon ritorno
La casa del buon ritorno è un film del 1986 scritto e diretto da Beppe Cino.

## Trama
Luca giunge a trascorrere alcuni giorni nella casa d'infanzia, disabitata da tempo, con la futura sposa Margit. Ma i ricordi legati all'infanzia trascorsa in quella casa riaffiorano prepotentemente nella sua memoria fino all'ossessione.

## Riconoscimenti
- 1987 – Fantafestival
  - Premio Migliore Opera Prima